# Danaea imbricata
Danaea imbricata là một loài dương xỉ trong họ Marattiaceae. Loài này được Tuomisto & R.C. Moran mô tả khoa học đầu tiên năm 2001.